# Miki Yamane
Miki Yamane (山根 視来, Yamane Miki), né le 22 décembre 1993 à Yokohama au Japon, est un footballeur international japonais qui évolue au poste d'arrière droit au Galaxy de Los Angeles.

## Biographie

### En club

#### Au Shonan Bellmare (2016-2020)
Miki Yamane commence sa carrière professionnelle avec le club du Shonan Bellmare. Il joue son premier match le 20 avril 2016, lors d'une rencontre de coupe de la Ligue japonaise contre Júbilo Iwata (0-0). Le club évolue en deuxième division japonaise lorsqu'il s'impose comme un titulaire lors de la saison 2017. Cette année-là, Shonan Bellmare est sacré champion est accède donc à l'élite du football japonais.
Yamane inscrit son premier but pour le Shonan Bellmare le 7 avril 2018, lors d'une rencontre de championnat face au Kashima Antlers. Titularisé, il donne la victoire à son équipe en marquant dans le temps additionnel de la seconde période (2-1 score final).

#### Au Kawasaki Frontale (depuis 2020)
Le 25 décembre 2019, est annoncé le transfert de Miki Yamane au Kawasaki Frontale pour la saison à venir. C'est le 16 février 2020 qu'il joue son premier match sous ses nouvelles couleurs, étant titularisé lors d'une rencontre de coupe de la Ligue japonaise face au Shimizu S-Pulse. Son équipe s'impose par cinq buts à un ce jour-là. Le 22 juillet 2020, Yamane inscrit son premier but pour le Kawasaki Frontale contre Vegalta Sendai. Son équipe l'emporte par trois buts à deux ce jour-là.
Il est champion du Japon en 2020. Pour ses prestations, il est nommé dans l'équipe-type de la saison.
Il joue son premier match de Ligue des champions de l'AFC le 26 juin 2021, contre le Daegu FC. Il est titularisé et son équipe l'emporte par trois buts à deux.
De nouveau champion du Japon en 2021, Yamane figure dans le 11 type de la saison, où il termine meilleur passeur du championnat avec douze offrandes.

### En sélection nationale
Miki Yamane honore sa première sélection et par la même occasion sa première titularisation avec l'équipe nationale le 25 mars 2021 à l'occasion d'un match amical à domicile contre la Corée du Sud (remporté 3 buts à 0) au cours duquel il s'illustre en ouvrant le score sur une passe piquée d'Osako.
Le 1er novembre 2022, il est sélectionné par Hajime Moriyasu pour participer à la Coupe du monde 2022.

## Palmarès

### En club
| Shonan Bellmare - Championn du Japon de deuxième division (1) : - Champion : 2017. - Coupe de la Ligue japonaise (1) : - Vainqueur : 2018 | Kawasaki Frontale - Championnat du Japon (2) : - Champion : 2020 et 2021 - Coupe du Japon (1) : - Vainqueur : 2020 - Supercoupe du Japon (1) : - Vainqueur : 2021 | Galaxy de Los Angeles - Coupe de la Major League Soccer (1) : - Champion : 2024 |

### Distinction personnelle
- Meilleur passeur du championnat du Japon en 2021 (12 passes décisives)[13]